# Simon Srebnik
Simon (Shimon, Szymon) Srebnik (někdy též Srebrnik; 10. dubna 1930 – 16. srpna 2006) byl polský žid, který jako jeden ze tří lidí přežil pobyt v nacistickém vyhlazovacím táboře Chełmno.
Shimon Srebnik pocházel z Lodže. Bylo mu třináct let, když byl se svou matkou poslán do vyhlazovacího tábora Chelmno (německy Kulmhof), který se nacházel poblíž vesnice Chełmno nad Nerem (Kulmhof an der Nehr). Jeho matka byla zavražděna v plynovém autě, on byl vybrán SS-many na práci v táboře. Jeho úkolem bylo vybírat nespálené kosti mrtvých, dávat je do pytlů a z člunu je házet do řeky Ner (pravý přítok Warty). Během pobytu v táboře vyhrál Shimon Srebnik závody ve skocích a v běhu, které organizovali strážci SS pro své pobavení. Ti, co v závodech prohráli, byli většinou zavražděni. Dva dny před příchodem Rudé armády, 18. ledna 1945, byli všichni vězni, kteří zůstali v táboře jako obsluha, popraveni střelou do hlavy. Srebnik však zásah náhodou přežil. Projektil mu prostřelil hlavu, ale nezasáhl žádné životně důležité mozkové centrum.
Po válce se usadil v Nes Cijona v Izraeli, oženil se a měl dvě dcery a pět vnoučat. Jako svědek se účastnil procesu s Adolfem Eichmannem. V roce 1985 vypovídal v dokumentu Šoa francouzského režiséra Clauda Lanzmanna.